# 尊嚴勞動
尊嚴勞動（Decent Work），又譯合宜勞動、體面勞動，指權利受到保障、獲取足夠收入同時又得到充分社會保障的工作。

### 定義及起源
1999 年 lLO 國際勞工局局長索瑪維雅（Juan Somavia）提出尊嚴勞動（Decent Work）的概念。她指出一份生產性的工作，必須是權利受到保障、獲取足夠收入同時又得到充分的社會保障。在此概念之下，所有人均應獲得賺取收入和擴大就業機會；由這樣的概念可以歸納且訂定四大策略，計有工作時的權利、就業、社會保障及社會對話。

## 四大理念
- 平等：工作是平等且公平的，包含禁止工作歧視、容易取得工作機會、有能力平衡工作與家庭。

- 人性：所謂人性化，第一要素是要健康的、安全的工作環境，其次則還要進一步提供舒適的、有尊嚴的(被尊重的、至少是不被歧視的)工作環境；這包括工作環境中的所有軟體與硬體設備，更包括工作環境中所呈現的企業文化、領導風格與組織氣氛 。

- 安全：足夠的健康防護、退休金、家計生活之協助、意外事件的保障，知悉勞工必須限制不安全伴隨工作與家庭的損失。 因此若勞工於安全的工作環境工作，不僅能發揮更好的工作職能，亦能免於因為工作的安全疑慮，而於工作中受傷導致個人及其家庭因此陷入經濟困境。

- 尊嚴：在工作上受到尊重、能表達對於工作環境的關注與參與。

## 四大策略與目標
- 促進勞動權益：所有勞動者都應享有職場的各項權益，無論其勞動的型態、時間、地點、方式等均應受到普遍性的權利保障，因此，修訂勞動基準、禁止強迫勞動、消除就業歧視、結社自由及外勞保護措施，多屬勞工工作時需受到保護的內涵。

- 促進就業：在自由、平等、安全與尊嚴的條件下，促進就業是尊嚴勞動的主要目標。勞動權利的保護必然包括促進工作本身的各種可能性，促進個人能力的提升、擴展各項機會，使勞工能夠找到具生產收益的工作。設置公立就業服務機構、辦理就業協助、特定對象就業服務、立即關心計畫，均為就業鎖鏈的環節，環環相扣，可發揮事半功倍的效能。

- 社會保障：建構良好的社會保障制度，係保障個人面對失業、老年、殘障、意外事故等社會風險時，給予資源與協助，免於落入貧窮困境的社會安全網。防止勞工及其家庭因意外事件而落入貧窮的困境中。因此透過勞工保險、就業保險、職業災害勞工保護的開辦與運用，強化勞工的社會保障功能，建構優質的生活。

- 促進社會對話：勞工參與及結社自由乃社會對話的先決條件。社會對話是確保衝突解決、社會平等及有效執行政策的方法，是維護勞動者權益，促進就業及保障工作的重要機制，良好的社會對話也能促進各階層的溝通以及穩定。

## 國際的相關措施

### 國際勞動組織的概念及共識
尊嚴勞動概念制定的國際勞工組織三方成員-政府，雇主和工人，為識別本組織的主要優先事項的一種手段。基於此種概念，工作提供給人們個人尊嚴、家庭穩定、社會和平及民主，並成為擴大生產性就業和企業發展機遇、經濟增長的源泉。尊嚴勞動反映了社會優先事項，國家的經濟、政治議程和國際體系，在一個相對較短的時間這個概念已經成為政府、雇主、工人和公民社會的生產性就業和尊嚴勞動的關鍵要素，以實現公平全球化，減少貧困和實現公平、包容和可持續發展之間的國際共識。

### 使尊嚴勞動成為全球目標
國際勞工組織工作與內部和外部的聯合國的其他合作夥伴，對這些方案的設計和實施提供深入的專業知識和關鍵政策工具，這些計劃中的平衡不同於國家與國家，而是反映出他們的需求，資源和優先事項。促進尊嚴勞動也需要在全球範圍內採取行動。尊嚴勞動議程對全球發展的基礎提供了一個更加公正和可持續發展的框架。